# Caroline Koechlin-Aubert

Caroline Aubert, née Caroline Koechlin, prononcé ke'klɛ̃, le 20 avril 1980 à Paris (France), est une joueuse française de basket-ball, évoluant au poste de meneuse. Elle se reconvertit dans le coaching, avant de devenir agent sportive.

## Biographie
Jeune meneuse française issue d'une famille de kayakistes  (dont son père Éric Koechlin), elle fait ses débuts en Ligue féminine de basket (LFB) avec le club d’Aix-en-Provence. Après un passage d’une saison en NCAA, elle retrouve son club formateur de Lattes-Montpellier. Après deux saisons, elle rejoint le club de l’USO Mondeville, devenant l’une des meilleures meneuses évoluant en France.
En 2004, elle termine pour la première fois meilleure passeuse de LFB, atteint la finale de la Coupe de France et obtient ensuite sa première sélection en Équipe de France.
Elle confirme son talent de meneuse par un nouveau titre de meilleure passeuse lors de la saison suivante, complétée par le titre de meilleure interceptrice.
Évoluant également désormais en Euroligue, elle termine meilleure passeuse de cette compétition en 2006 et 2007. Elle a également participé au All-Star Game de l'Euroligue en 2007 où elle y a remporté le concours de shoots à 3 points.
En janvier 2008, elle rejoint l'un des grands clubs russes, UMMC Iekaterinbourg. La concurrence y est très importante avec sept étrangères alors que cinq joueuses étrangères sont autorisées à figurer sur la feuille de match par rencontre, une autre règle imposant également la présence de deux joueuses russes en permanence sur le parquet. La présence de deux meneuses dans le groupe de joueuses, dont l'Australienne Kristi Harrower, ne lui octroie qu'un faible temps de jeu. Elle connait toutefois quelques moments importants, avec deux paniers à trois points décisifs dans le dernier quart du temps de la rencontre retour opposant son club au CSKA en quart de finale de l'Euroligue 2007-2008, compétition dont elle assure la troisième place d'Ekaterinbourg en réussissant un tir à trois au buzzer face aux Françaises de Bourges.
Elle décide ensuite de s'octroyer une année sabbatique pour donner naissance à une fille, Yana, en janvier 2009.

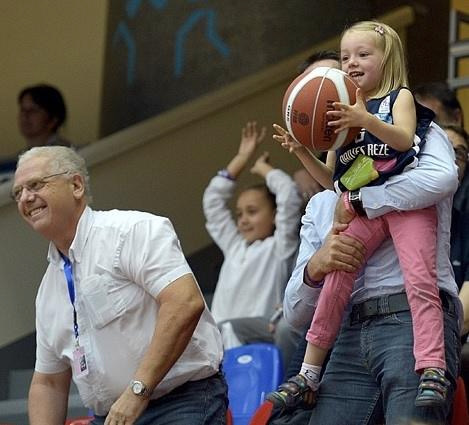
Éric Koechlin, son père, et Yana, sa fille, lors de l'Open LFB en 2013

Durant cette période, elle reste active au sein de son ancien club de Mondeville, en partie en réalisant les montages vidéos des futures adversaires du club auprès de l'entraîneur Hervé Coudray. Elle reprend ensuite sa position de meneuse avec ce même club. Mais elle se rompt les ligaments croisés du genou après deux mois et demi de compétition et se voit contrainte de mettre un terme à sa saison.
En 2010, elle rejoint le club de Nantes-Rezé où elle met un terme à sa carrière de joueuse à l'été 2014. Restée au club, elle prendre en charge l'entraînement de l'équipe U17 France du Nantes Rezé Basket.
Lors de la saison LFB 2016-2017, elle devient entraineuse assistante d'Emmanuel Cœuret
C'est à partir de 2019 que Caroline change complètement de statut, et devient agent sportive. Aujourd'hui, elle est l'une des agents principales de Ligue Féminine de Basket (LFB), et s'occupe des grandes joueuses phares de notre pays comme Marine Johannès ou encore Dominique Malonga, l'étoile montante du basket français.

## Club

### Joueuse
- 1990-1996 :  Montpellier Basket Club
- 1996-1997 :  AS Montferrand
- 1997-2000 :  Pays d'Aix Basket 13
- 2000-2001 :  Buffaloes du Colorado (NCAA)
- 2001-2003 :  Basket Lattes Montpellier Agglomération
- 2003-2008 :  USO Mondeville
- janvier 2008- juin 2008 :  UMMC Iekaterinbourg
- 2009-2010 :  USO Mondeville
- 2010-2014 :  Nantes Rezé

### Coach
- 2016- : Nantes Rezé (assistante)

## Palmarès

### Club
- Vainqueur de la Coupe de France en 2000
- Finaliste de la Coupe de France 2004, 2013
- Finaliste du Tournoi de la Fédération en 2000
- 3e de l'Euroligue 2008
- Vainqueur du Challenge Round 2010, 2011[4], 2012

### Sélection nationale
Championnat d'Europe
- 5e du Championnat d'Europe 2005

Autres
- Internationale française depuis le 8 août 2004 à Salamanque contre l'équipe des États-Unis

### Distinction personnelle
- Meilleure passeuse de l’Euroligue 2006 (6,1)[5] et 2007 (6,0 passes)[6]
- Meilleure passeuse de LFB en 2004 (7,2 passes), 2005 (6,3 passes) et 2007 (6,6 passes)
- Meilleure interceptrice de LFB en 2005 (2,8)
- Sélectionnée pour le All Star Game de l'Euroligue 2007
- Vainqueur du concours de tirs à 3 points du All Star Game de l'Euroligue 2007[7]

## Pour approfondir